# Delias bagoe
Delias bagoe là một loài bướm ngày thuộc họ Pieridae, sống ở Australasia. Sâu bướm ăn thực vật thuộc họ Tầm gửi.

## Phân bố
Nó phân bố ở New Ireland, quần đảo Bismarck, đảo Duke of York và New Hanover.